# Ourém
Ourém este un oraș în Districtul Santarém, Portugalia.